# Золотая дзига
«Золотая дзига» (англ. Golden Dzyga) — украинская национальная кинопремия, присуждаемая за профессиональные достижения в развитии украинского кинематографа. Основана в 2017 году Украинской киноакадемией. Первое вручение состоялось 20 апреля 2017 года в Киеве в отеле Fairmont Grand Hotel Kyiv.

## Отбор фильмов и определение победителей
Подача фильмов на Первую Национальную Кинопремию продолжалась с 20 февраля до 20 марта 2017 года. К участию в отборе принимались фильмы, премьеры которых состоялись в течение 2016 — с 1 января по 31 декабря включительно. Список фильмов (longlist), которые соревновались в конкурсе Первой национальной кинопремии насчитывал 54 киноленты: 12 из них — полнометражные игровые фильмы, 15 — короткометражные игровые, 19 — документальные, 8 — анимационные. Всего было подано 76 ленты. Претенденты определялись путем закрытого некоммерческого просмотра онлайн-копий фильмов.
3 апреля 2017 года правление Киноакадемии обнародовало сформированый короткий список из 17 номинантов на Первую Национальную Кинопремию.
Победители выбираются всеми членами киноакадемии путем трёхэтапного голосования.

## Номинации
Определение победителей для награждения кинопремией происходит в следующих 22-х номинациях (2020):
- Самый лучший фильм
- Лучший режиссёр (премия имени Юрия Ильенко)
- Лучший актёр в главной роли
- Лучшая актриса в главной роли
- Лучший актёр второго плана
- Лучшая актриса второго плана
- Лучший оператор-постановщик
- Лучший художник-постановщик
- Лучший сценарист
- Лучший композитор
- Лучший документальный фильм
- Лучший анимационный фильм
- Лучший игровой короткометражный фильм
- Лучший художник по гриму (с 2018)[5]
- Лучший художник по костюмам (с 2018)[5]
- Лучший звукорежиссёр (с 2018)[6]
- Лучший монтаж (с 2019)[7]
- Лучшая песня (награждается исполнитель) (с 2019)[7]
- Премия зрительских симпатий (с 2018)[8][9][10]
- Премия «Золотой волчок» за вклад в развитие украинского кинематографа
- Премия «Открытие года»
- Премия «Лучшие визуальные эффекты».

## Символ
Главным символом Национальной кинопремии является статуэтка «Золотая дзига», которая символизирует стремительное и непрерывное развитие украинского кинематографа. Кроме того, название напоминает о творческое наследие выдающегося кинематографиста Дзиги Вертова. Автором названия является директор по стратегическому маркетингу «Медиа Группа Украина» Ольга Захарова.
Дизайн статуэтки разработал украинский художник Назар Билык, который так описал «Золотую дзигу»: «Основным элементом композиции является кадр из кинопленки, золотой четырёхугольник, динамично вращается, олицетворяя кинематограф. По форме статуэтка напоминает волчок, огонь, росток, которые являются символами развития и обновления национального кино».

## Церемонии
| церемония | Дата                     | Место                           | ведущий                              | Самый лучший фильм |
| --------- | ------------------------ | ------------------------------- | ------------------------------------ | ------------------ |
| 1-я       | 20 апреля 2017           | Киев, Fairmont Grand Hotel Kyiv | Александр Скичко                     | Гнездо горлицы     |
| 2-я       | 20 апреля 2018           | Киев, КВЦ «Парковый»            | Ахтем Сеитаблаев и Василиса Фролова  | Киборги            |
| 3-я       | 19 апреля 2019           | Киев, КВЦ «Парковый»            | Дарья Трегубова и Олег Панюта        | Донбасс            |
| 4-я       | 3 мая 2020               | Онлайн                          | Дарья Трегубова и Тимур Мирошниченко | Мои мысли тихие    |
| 5-я       |                          |                                 |                                      |                    |
| 6-я       |                          |                                 |                                      |                    |
| 7-я       | 19-29 сентября 2023 года | —                               | —                                    | Памфир             |